# Digitosa
Digitosa là một chi bướm đêm thuộc phân họ Tortricinae của họ Tortricidae.

## Các loài
- Digitosa elliptica Diakonoff, 1960
- Digitosa gnesia Diakonoff, 1960
- Digitosa leptographa Diakonoff, 1960
- Digitosa metaxantha Diakonoff, 1960
- Digitosa stenographa Diakonoff, 1970
- Digitosa vulpina Diakonoff, 1960